# Мило Бошковић
Мило Бошковић (Горњи Брчели, код Бара, 20. октобар 1911 — Јасеновац, 21. септембар 1944) био је лекар, учесник Народноослободилачке борбе и народни херој Југославије.

## Биографија
Рођен је 20. октобра 1911. године у селу Горњи Брчели, у Црмници, код Бара. Његов отац Иво радио је у Сједињеним Америчким Државама, а он је са мајком и браћом остао у Црној Гори. Основну школу завршио је у родном месту, а гимназију на Цетињу. Медицину је студирао на Универзитету у Болоњи, где је и дипломирао 1937. године са највишом могућом оценом 110 од 110. Након повратка у земљу служио је војни рок до 1938. У Београд је дошао непосредно пред рат. Као лекар специјализовао се за паразитологију и запослио се као асистент Бактериолошког института Ветеринарског факултета у Београду.  Током 1941 запослио се и као асистент на Медицинском факултету.
Најпре је био симпатизер, а од 1940. године и члан Комунистичке партије Југославије (КПЈ).

### Илегална штампарија КПЈ
Јула 1941. године  по партијском задатку, закупио је кућу на Бањичком венцу број 12, у чијем је подруму била смештена илегална штампарија ЦК КПЈ, у којој су радили Бранко Ђоновић и Слободан Јовић, народни хероји Југославије.Ради конспирације, он је у кући отворио лекарску ординацију. Потом се формално венчао са, студенткињом медицине и радницом у штампарији, Загорком Загом Јовановић, а Љубицу Ђоновић, такође једну од радница у штампарији, представили су као кућну помоћницу.
Током децембра 1941. почели су да сумњају на Ветеринарском факултету да је масон, па је по договору са Благојем Нешковићем одлучио да постепено престаје да одлази на факултет. Повукао се у илегалу, а околини је речено да је отишао код својих у Црну Гору. Почетком јануара 1942. године, Мила је тражила полиција, под сумњом да је масон или „енглески шпијун“. Док је полиција улазила у кућу, он је успео да се кроз плакар склони у подрум, где се налазила штампарија. А Зага и Љубица су тада полицији дале објашњење да је Мило отишао код своје породице у Црној Гори.

### Хапшење
Због његове личне, као и безбедности штампарије, Мило се јула 1942. године, по партијском задатку, са лажним исправама на име домобранског сатника Винка Томашевића, пребацио у Загреб. Када је стигао у Загреб, 14. јула се састао са Иванком Муачевић-Николиш, да преко ње ступи у везу са партизанима на ослобођеној територији. Док су се шетали улицом, један усташки полицајац је препознао Иванку и ухапсио их.
Према тврдњама Светозара Буцаловића није утврђено ко је Мила Бошковића упутио на Иванку Муачевић Николиш да му она буде веза у Загребу. То је био нечији велики пропуст, јер је Иванка била јако добро позната полицији. Никада се компромитованој особи не шаље онај о коме полиција нема баш никаквих информација.

### Јасеновац и јуначка смрт
У затвору су га страховито мучили и тукли. Избили су му све предње зубе, а потом га бацили са другог спрата дворишног дела полицијске зграде. Иако с поломљеном ногом, Мило није ништа признао, ни о свој делатности, ни о илегалној штампарији у Београду.
Пошто нису добили никакво признање, пребацили су га у логор Стара Градишка, а крајем децембра 1942. године у Јасеновац. Заједно са неколико логораша припремао је бекство, али су их стражари открили. После поновног страшног мучења, Преки усташки суд га је осудио на смрт вешањем.
На дан извршења казне, 21. септембра 1944. године, на стратишту је иступио пред команданта логора Динка Шакића, протестујући због начина извршења казне — Ја сам син Црне Горе, и протестујем против оваквог срамног начина извршења смртне осуде. Код нас се људи убијају из пушке. Пошто је Шакић одлучио да му испуни „последњу жељу“, одбио је да окрене леђа и стави црни повез.
Указом председника Федеративне Народне Републике Југославије Јосипа Броза Тита, 27. новембра 1953. године, проглашен је за народног хероја Југославије.
Једна улица у Бару и једна улица у Јајинцима носе његово име.

## Породица
Мило Бошковић је имао двојицу млађе браће — Ђуру и Петра. Ђуро Бошковић (1914—1945) је био правник и револуционар, а учествовао је у Народноослободилачкој борби. Посебно се истакао за време битке на Сутјесци, 1943. године, а погинуо је после рата као официр ОЗНЕ у борби против четника. Петар Бошковић (1931—2011) је био дипломата и амбасадор СФРЈ на Кипру, а 1999. године је у Загребу био сведок на суђењу команданту логора Јасеновац Динку Шакићу, који је тада био осуђен на 20 година затвора.
Милова сестра Бошковић Велика била је првоборац, партизанка Четврте пролетерске црногорске ударне бригаде.

## Музеј
Кућа у којој је била штампарија и где је живео Мило Бошковић преуређена је 1. маја 1950. године у музеј посвећен тајној штампарији и налазила се у саставу Музеја града Београда. Музејска поставка представљала је рад свих штампарија које су радиле у време окупације на територији Београда. Исте године на кући је постављена спомен плоча а 17.05.1965. године објекат је проглашен спомеником културе од изузетног значаја.
Музеј је у августу 2000. године затворен за посетиоце, а кућа је враћена наследницима након судског спора са органима управе Општине Београд.

## ТВ серија
Рад тајне штампарије ЦК партије и Милова храброст, великодушност, родољубље и укупан допринос рату описани су у многим књигама које се баве народноослободилачким ратом у Београду, а посебно је рад штампарије описао Драган Марковић у књизи „Отписани“. Током снимања познате и веома популарне ТВ серије у бившој Југославији „Отписани“, илегалној штампарији посвећена је једна епизода под називом „Штампарија“ Такође, имена ликова су промењена, где год се појављује др Бошковић и студенткиња Загорка, уместо њих се појављује доктор Јанковић (Зоран Милосављевић) и Оливера (Светлана Бојковић).